# 플라비오 파올루치
플라비오 파올루치(이탈리아어: Flavio Paolucci, 1934년 6월 20일 ~ )는 스위스의 화가이자 조각가, 오브제 및 설치 예술가, 꼴라쥬 작가이다. 

## 생애
15세부터 19세까지(1949년~1953년) 스위스 루가노의 공립미술학교를 다녔다. 1955년에는 스위스 로카르노에 있는 화가 오스카 뵐트(Oscar Bölt)의 작업실에서 일을 배웠고, 이탈리아 밀라노에 있는 브레라 미술 아카데미(Accademia di Belle Arti di Brera)를 다니며 전시도 했다. 

## 활동
1958년 이탈리아 고리치아(Gorizia)의 청년 작가 비엔날레에서 1등상을 수상했고, 1961년 유네스코가 후원하고 국제조형예술협회 프랑스위원회가 주최한 파리 세계청년화가대회에는 스위스 대표로 참가해 경연대회에서 2등상을 수상했다. 이후 그는 파리와 모로코에서 지낸 뒤 스위스 비아스카(Biasca)에 정착했다. 1986년 스위스 그래픽 아트 재단상을 수상했고, 1999년에는 스위스 브베 제니슈 미술관(Musée Jenisch Vevey)에서 주는 빌헬름 김미 재단(Wilhelm Gimmi Foundation)상을 받았다. 2019년까지도 그룹전에 참가하며 활동을 계속하고 있다. 